# Aisy-sur-Armançon
Pour les articles homonymes, voir Aisy (homonymie) et Armançon (homonymie).
Aisy-sur-Armançon est une  commune française située dans le département de l'Yonne, en région Bourgogne-Franche-Comté.

## Géographie
Aisy-sur-Armançon est localisée dans les vallées de l'As, au bord de l'Armançon et à proximité du Serein, et est située au carrefour des pays du Tonnerrois, de l'Auxois, de l'Avallonnais et du Nucérien.

### Climat
Pour des articles plus généraux, voir Climat de la Bourgogne-Franche-Comté et Climat de l'Yonne.
En 2010, le climat de la commune est de type climat des marges montargnardes, selon une étude du Centre national de la recherche scientifique s'appuyant sur une série de données couvrant la période 1971-2000. En 2020, Météo-France publie une typologie des climats de la France métropolitaine dans laquelle la commune est exposée à un climat océanique altéré et est dans la région climatique Lorraine, plateau de Langres, Morvan, caractérisée par un hiver rude (1,5 °C), des vents modérés et des brouillards fréquents en automne et hiver.
Pour la période 1971-2000, la température annuelle moyenne est de 10,4 °C, avec une amplitude thermique annuelle de 15,7 °C. Le cumul annuel moyen de précipitations est de 793 mm, avec 12,6 jours de précipitations en janvier et 7,9 jours en juillet. Pour la période 1991-2020, la température moyenne annuelle observée sur la station météorologique de Météo-France la plus proche, « Montbard_sapc », sur la commune de Montbard à 10 km à vol d'oiseau, est de 11,4 °C et le cumul annuel moyen de précipitations est de 853,5 mm. 
La température maximale relevée sur cette station est de 40,7 °C, atteinte le 25 juillet 2019 ; la température minimale est de −16,7 °C, atteinte le 20 décembre 2009,,.
Les paramètres climatiques de la commune ont été estimés pour le milieu du siècle (2041-2070) selon différents scénarios d'émission de gaz à effet de serre à partir des nouvelles projections climatiques de référence DRIAS-2020. Ils sont consultables sur un site dédié publié par Météo-France en novembre 2022.

## Urbanisme

### Typologie
Au 1er janvier 2024, Aisy-sur-Armançon est catégorisée commune rurale à habitat dispersé, selon la nouvelle grille communale de densité à sept niveaux définie par l'Insee en 2022.
Elle est située hors unité urbaine. Par ailleurs la commune fait partie de l'aire d'attraction de Montbard, dont elle est une commune de la couronne,. Cette aire, qui regroupe 34 communes, est catégorisée dans les aires de moins de 50 000 habitants,.

### Occupation des sols
L'occupation des sols de la commune, telle qu'elle ressort de la base de données européenne d’occupation biophysique des sols Corine Land Cover (CLC), est marquée par l'importance des forêts et milieux semi-naturels (65,9 % en 2018), une proportion identique à celle de 1990 (65,9 %). La répartition détaillée en 2018 est la suivante : 
forêts (65,9 %), terres arables (24,9 %), prairies (4,2 %), zones agricoles hétérogènes (3,4 %), zones urbanisées (1,6 %). L'évolution de l’occupation des sols de la commune et de ses infrastructures peut être observée sur les différentes représentations cartographiques du territoire : la carte de Cassini (XVIIIe siècle), la carte d'état-major (1820-1866) et les cartes ou photos aériennes de l'IGN pour la période actuelle (1950 à aujourd'hui).

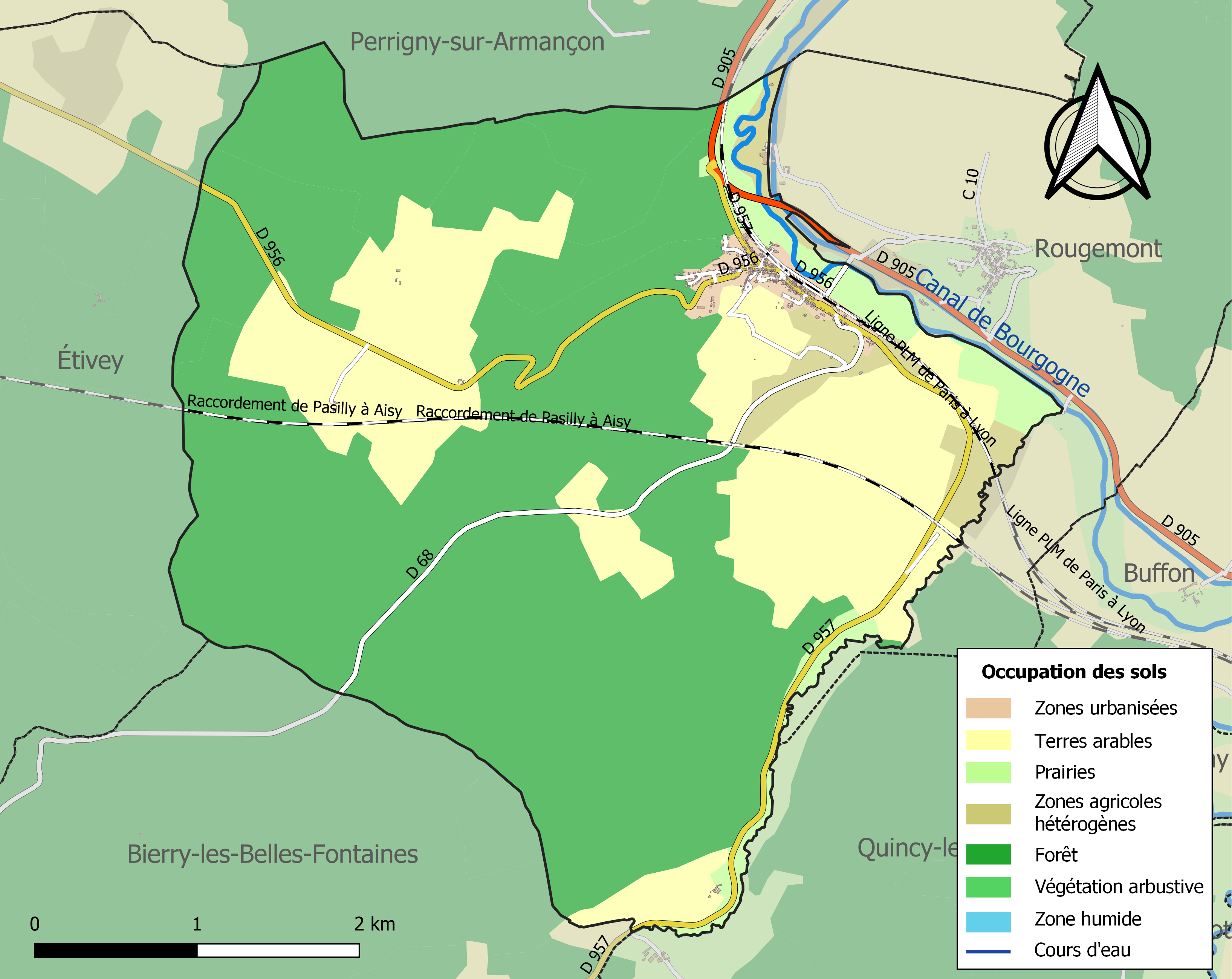
Carte des infrastructures et de l'occupation des sols de la commune en 2018 (CLC).

## Toponymie
Le nom de la localité est attesté sous les formes Asiacus en 1126, puis Aisei en 1146.
Ce toponyme dérive de l'anthroponyme latin Asius.

## Histoire
Historiquement connue sous le nom d'Aisy-sous-Rougemont,,,,,.

Lundi 14 mars 1656, le roi Louis XIV passa à Aisy-sous-Rougemont, dans le carrosse de la reine régente, sa mère.
Buffon a effectué de nombreuses expériences dans la forge d'Aisy-sur-Armançon avant de construire les Forges de Buffon un peu plus en amont sur l'Armançon.

## Politique et administration
| Période   | Période   | Identité         | Étiquette | Qualité  |
| --------- | --------- | ---------------- | --------- | -------- |
| 1944      | 1947      | Hector Choureau  |           |          |
| 1947      | mars 1959 | Georges Mounicq  |           |          |
| mars 1959 | mars 1971 | Serge Bonneton   |           |          |
| mars 1971 | mars 1977 | René Fournier    |           |          |
| mars 1977 | mars 1983 | Edmond Chantrier |           |          |
| mars 1983 | mars 2001 | Marcel Parizot   |           |          |
| mars 2001 | En cours  | Roland Burgraf   | DVD       | Retraité |

## Démographie
L'évolution du nombre d'habitants est connue à travers les recensements de la population effectués dans la commune depuis 1793. Pour les communes de moins de 10 000 habitants, une enquête de recensement portant sur toute la population est réalisée tous les cinq ans, les populations de référence des années intermédiaires étant quant à elles estimées par interpolation ou extrapolation. Pour la commune, le premier recensement exhaustif entrant dans le cadre du nouveau dispositif a été réalisé en 2004.

En 2022, la commune comptait 236 habitants, en évolution de −4,84 % par rapport à 2016 (Yonne : −1,95 %, France hors Mayotte : +2,11 %).
| 1793 | 1800 | 1806 | 1821 | 1831 | 1836 | 1841 | 1846 | 1851 |
| ---- | ---- | ---- | ---- | ---- | ---- | ---- | ---- | ---- |
| 499  | 408  | 427  | 418  | 464  | 444  | 443  | 463  | 408  |

| 1856 | 1861 | 1866 | 1872 | 1876 | 1881 | 1886 | 1891 | 1896 |
| ---- | ---- | ---- | ---- | ---- | ---- | ---- | ---- | ---- |
| 441  | 461  | 422  | 481  | 516  | 521  | 516  | 510  | 529  |

| 1901 | 1906 | 1911 | 1921 | 1926 | 1931 | 1936 | 1946 | 1954 |
| ---- | ---- | ---- | ---- | ---- | ---- | ---- | ---- | ---- |
| 511  | 527  | 502  | 448  | 451  | 394  | 432  | 430  | 419  |

| 1962 | 1968 | 1975 | 1982 | 1990 | 1999 | 2004 | 2006 | 2009 |
| ---- | ---- | ---- | ---- | ---- | ---- | ---- | ---- | ---- |
| 383  | 402  | 352  | 308  | 278  | 277  | 264  | 265  | 272  |

| 2014 | 2019 | 2022 | - | - | - | - | - | - |
| ---- | ---- | ---- | - | - | - | - | - | - |
| 251  | 238  | 236  | - | - | - | - | - | - |

## Culture locale et patrimoine

### Lieux et monuments
- Site de l'ancienne forge voyant depuis la rivière (des circuits en canoé-kayak sont proposés). On trouve également à cet emplacement un parc aventure.
- Église Saint-Germain d'Aisy-sur-Armançon.

### Personnalités liées à la commune
- Georges-Louis Leclerc de Buffon.
- Jean Leclaire (1801-1872), chef d'entreprise, militant social.
- Édith Royer (1841-1924), mystique catholique fondatrice de l'archiconfrérie « Prière et Pénitence » de Montmartre, née Édith Challan-Belval à Aisy-sur-Armançon le 14 juin 1841.
- Marcel Griaule (1898-1956), ethnologue français célèbre pour ses travaux sur les Dogons né à Aisy-sur-Armançon.

## Pour approfondir
Livre sur Aisy-sur-Armançon, par Michaël Viardot, éditions Edilivre.